# Од Вардара па до Триглава (албум Рибље чорбе)
Од Вардара па до Триглава  је дупли албум уживо српског и југословенског рок бенда Рибља чорба.

## Опште информације
Албум је објављем 2. октобра 1996. године, а снимљен је током турнеје бенда по СФРЈ, 1988. године. Објављен је под окриљем издаачке куће One Records, а на њему се налази двадесет и три песме.
На албуму су учествовали Бора Ђорђевић на вокалу и хармоници, Видоја Божиновић и Никола Чутурило на гитари, Миша Алексић на бас гитари и Мирослав Милатовић на бубњевима.

## Листа песама

### Диск 1
| №   | Назив                                 | Трајање |  |
| 1.  | Остани ђубре до краја                 | 4:33    |  |
| 2.  | Љути рокенрол                         | 4:33    |  |
| 3.  | Ту нема бога, нема правде             | 3:58    |  |
| 4.  | Кад падне ноћ (У помоћ)               | 6:57    |  |
| 5.  | Луд сто посто                         | 7:59    |  |
| 6.  | Кажи, ко те љуби док сам ја на стражи | 4:09    |  |
| 7.  | Прошлости (Ниси била бог зна шта)     | 6:34    |  |
| 8.  | Неке су жене пратиле војнике          | 5:32    |  |
| 9.  | Немој да идеш мојом улицом            | 4:56    |  |
| 10. | Јужна Африка '85 (Ја ћу да певам)     | 4:16    |  |
| 11. | Лутка са насловне стране              | 4:16    |  |

### Диск 2
| №   | Назив                     | Трајање |  |
| 1.  | Остаћу слободан           | 2:35    |  |
| 2.  | Знам те (Другога воли)    | 4:34    |  |
| 3.  | Пропала ноћ               | 4:04    |  |
| 4.  | Погледај дом свој, анђеле | 4:04    |  |
| 5.  | Целу ноћ те сањам         | 6:11    |  |
| 6.  | Напољу                    | 5:28    |  |
| 7.  | Око мене                  | 4:09    |  |
| 8.  | Амстердам                 | 3:53    |  |
| 9.  | Свирао је Дејвид Бови     | 3:33    |  |
| 10. | Задњи воз за Чачак        | 3:12    |  |
| 11. | Авиону сломићу ти крила   | 3:52    |  |
| 12. | Члан мафије               | 6:46    |  |